# Universität Alexandria

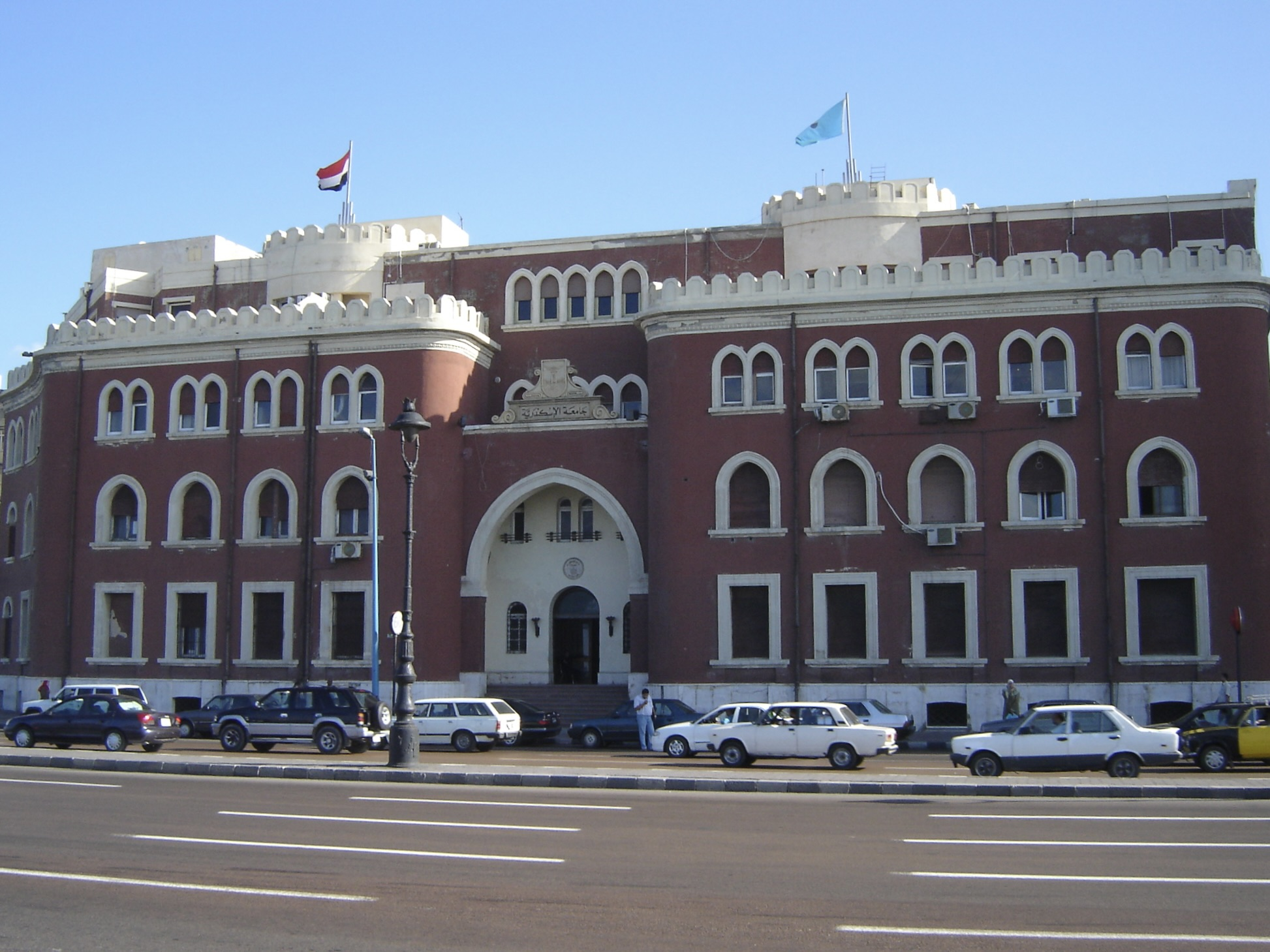
Universität Alexandria

Die Universität Alexandria (arabisch جامعة الإسكندرية) ist die Universität der Stadt Alexandria und die zweitgrößte Universität in Ägypten. Die neuzeitliche Universität Alexandria wurde 1942 aus einem vier Jahre alten Ableger der Universität Kairo (damals: Farouk-Universität) gegründet und bestand damals aus sieben Fakultäten.
- Bildende Kunst
- Jura
- Ingenieurwissenschaften
- Naturwissenschaften
- Wirtschaftswissenschaften
- Medizin und
- Agrarwissenschaften

Seitdem sind noch sieben weitere Fakultäten hinzugekommen:
- Krankenpflege
- Pharmazie
- Hygiene
- Pädagogik
- Zahnmedizin
- Veterinärmedizin
- Tourismus und Hotellerie